# Johann Philipp Allfeld
 Johann Philipp Allfeld (* 16. Dezember 1819 in München; † 26. Juni 1890) war ein deutscher Stenograf.
Allfeld schloss 1841 in München das Alte Gymnasium (heute Wilhelmsgymnasium München) als Primus ab. Anschließend studierte er Rechtswissenschaft und war zuletzt von 1879 an als Oberlandesgerichtsrat in München tätig. 1846 erlernte er bei Franz Xaver Gabelsberger die Stenografie. Nach dessen Tod war er 1849 Mitbegründer des Gabelsberger Stenographen-Centralvereins.

## Quelle
- Rudolf Bonnet (Hrsg.): Männer der Kurzschrift, 1935.